# British Ladies' Football Club
El British Ladies' Football Club va ser el primer equip de futbol femení de tot el món. Va ser creat per l'activista Nettie Honeyball a Anglaterra l'any 1894.
Ella va fundar l'equip amb l’intenció de fer veure que les dones també són fortes i poden practicar esports igual que els homes, que les dones no són menys.

## Història del futbol femení
Les dones porten jugant al futbol des dels seus inicis. Hi ha diverses fonts que afirmen que una antiga versió del joc anomenada Tsu Chu era jugada per dones durant la dinastia Han. Però el futbol actual també té documentada la participació de la dona des que va començar.

## Història del club

### Qui i quan el va fundar
L'equip British Ladies Football Club és l'equip de futbol femení més antic i millor documentat del món. Va ser creat per la Nettie Honeyball, una activista pel dret de la dona a Anglaterra el 1894.
L'any 1894 Nettie Honeyball va decidir penjar un anunci en el diari Daily Graphic dient que buscava dones que volguessin jugar a futbol i formar part d'un club. Va aconseguir 30 dones disposades a jugar a futbol i crear el primer equip femení de la història.
Ella mateixa va demanar a Lady Florence Dixie que sigues la presidenta i administradora oficial del club, i ella va accedir a fer-ho. La van escollir com a presidenta, ja que era una dona adinerada, viatgera i sobretot, feminista.
També va buscar un entrenador que en aquest cas va demanar a John William Julian, de l'equip Tottenham Hotspur si podia entrenar-les i ell també va accedir.
Una vegada l'equip preparat es van posar en marxa els entrenaments, en acord amb les fonts de l'època el British Ladies Football Club es va posar a entrenar dues vegades a la setmana.
La seva equipació era samarreta vermella i pantalons blaus.
L'equip es va dissoldre l'any 1897, no va durar gaire, però va ser l'inici del futbol femení al món.

### Primer partit
El primer partit es va dur a terme en el camp de Crouch End (Londres) el 23 de maig del 1895.
El British Ladies no tenia un rival, sinó que van jugar contra elles mateixes, el que van fer va ser dividir-se entre dos equips. Un equip anava de blau i l'altre de vermell, representant el nord i el sud de la ciutat. Va guanyar l'equip Nord amb com a capitana la Nattie Honeyball 7-1.
Hi van anar un total de 10 mil espectadors aproximadament, però no tots amb una bona intenció. Bastanta gent hi va anar per riure de les dones, per criticar-les i també perquè es preguntaven “per què elles?” Aquest partit va crear comentaris negatius i masclistes entre les notícies esportives. Aquestes parlaven de la mala habilitat de les dones, la seva poca gràcia al jugar, el desconeixement de l'esport, entre d'altres.
Després d'aquest primer partit van començar una gira de partits que, aproximadament, va tenir cent trobades.

### Gira per Anglaterra
El segon partit es va jugar a Preston Park, el 6 d'abril de 1895. Va tornar a guanyar l'equip Nord 8-3. Tots els diners que guanyaven anaven a donacions mèdiques de caritat. El següent va ser a Bury, va tenir aproximadament 5.000 espectadors que van poder presenciar un 3-3. Allà es van guanyar més de 100 lliures per a caritat. En el tercer partit van trencar un record de públic. Després d'aquest partit tan exitós va venir una victòria del sud amb un 5-2 a l'estadi de Ashton Gate a Bristol.
El British Ladies va seguir la seva gira per New Brompton i Walsall. També van estar a Newcastle, on l'equip Nord va guanyar 4-3 en el famós St. James Park, davant de més de 8.000 persones. També van estar a South Shields i a Darlington. A Jesmond només les van anar a veure 400 persones, això va provocar que els diaris diguessin que ja s'havia acabat la novetat de les dones futbolistes, però no va ser així.
Onze partits després el recorregut d'aquest primer equip femení va acabar. I uns anys més tard també es va acabar el futbol femení a Gran Bretanya, això va passar perquè el 1902 l'associació de futbol ho va prohibir.
El 1971 es va tornar a legalitzar el futbol femení al Regne Unit.

## Repercussió
En un món en què el futbol era un esport només practicat per homes la decisió que va prendre Nettie Honeyball va destacar, ja que es va enfrontar amb els estàndards de la societat i va crear l'equip femení.
La creació d'aquest equip no va despertar gaires bons comentaris en general, sobretot al principi. La gent parlava de què les dones no tenen les habilitats per jugar bé, no tenen una suficient agilitat, no tenen un bon coneixement del joc…
Alguns dels articles que es va arribar a publicar van ser: 
Del Jarrow Exprés: “Les membres del British Ladies Futbol Club han jugat el seu primer partit en públic. Esperem que sigui l'últim. Sempre hi ha curiositat per veure les dones fer coses impròpies del seu sexe, i no és sorprenent que tantíssima gent anés a veure el partit, encara que molt poca d'aquesta, volien tenir a les seves germanes o filles exhibint-se al mig del camp. El riure era fàcil y la diversió grossa, però es tracta de espectacles decadents, y sorprendria que un segon partit tingues tant èxit com el primer”.
Del Daily Sketch: “ Els primers minuts ja van ser suficients per veure que el futbol femení, si agafem el British Ladies com a criteri, està totalment fora de la qüestió. Un futbolista necessita velocitat, agilitat, habilitat en el joc i passió, qualitats que des d'un principi les jugadores no tenen”. A part, que la manera de córrer de les dones es lletja”.
Un estereotip que van trencar que també va portar molts comentaris, va ser en el moment en què es van presentar al camp amb pantalons, camisa i botes, ja que era molt diferent a l'etiqueta del tipus de roba que havien de portar les dones.
El diari Daily Sketch, va entrevistar a la Nettie Honeyball i li van preguntar els motius pels quals havia decidit crear el club. Les seves paraules van ser: “there is nothing of the farcical nature about the British Ladies' Football Club. I founded the association late last year, with the fixed resolve of proving to the world that women are not the 'ornamental and useless' creatures men have pictured. I must confess, my convictions on all matters, where the sexes are so widely divided, are all on the side of emancipation and I look forward to the time when ladies may sit in Parliament and have a voice in the direction of affairs, especially those which concern them most”